# Каталіз (роман)
Каталіз — науково-фантастичний роман російського письменника Анта Скаландіса (Антона Молчанова). Писався у 1981—1991 роках, вперше опублікований у журнальному варіанті в 1991—1993 роках. Виданий окремою книгою в 1996 році.

## Сюжет
… Завдяки технології заморожування компанія друзів з СРСР 1980-х потрапляє в майбутнє. З алкогольно-сексуального дурману, яким був заповнений останній день молодих людей у їхньому часі, вони переносяться у шокуючий світ. Світ, де не є дивиною масовий канібалізм і некрофілія. Майбутнє, де відсутні закони, причому не тільки писані, а й будь-які моральні установки. У цьому світі немає ніяких заборон. Тут немає грошей і панує споживацький рай.
Розгадка криється у винаході одного з товаришів, що не був «заморожений» і не «мандрував у часі». Чоловік знайшов таємничий «апельсин» — річ інопланетного походження, яка невдовзі буквально зрослася з ним. Пізніше йому вдалося зробити копіювальний пристрій на основі речовини «апельсина» — «оранжита». Так з'явилася чудо-машина, яка виготовляє будь-що з чого завгодно. Дублікатор може штампувати й людей (за бажанням — жива копія, труп або частина тіла) з точністю до атома. «Апельсин» — цивілізаційний каталізатор, що залишений невідомими прибульцями з так до кінця роману й не з'ясованою метою.
Завдяки впровадженню «оранжитної» технології людське суспільство майбутнього перетворилося на страшний, деградований до напівтваринного рівня соціум вседозволеності і найрізноманітніших збочень. Безсмертя отримали тільки кілька чоловік, причетних до винаходу. Всі інші стали довгожителями з молодими тілами, проте помирали в чітко визначений, заздалегідь відомий момент.
Було змінено біосферу, природне середовище; зникли економіка, торгівля й окремі держави. За століття історії нового суспільства відбулися численні криваві сутички з масовими безглуздими жертвами. На момент пробудження «посланців з минулого» на Землі сформувалися два протилежні блоки. Перше угруповання оселилося на Північному полюсі. Це була тиранічна група консерваторів, що виступали проти щеплень від старіння і були прибічниками «дооранжитного» життя. В Антарктиді мешкали гедоністи-оранжити, що не приймали ані найменших обмежень у своїх збочених практиках.

## Проблематика
Центральною ідеєю твору є думка про те, що суспільство загального благоденства не будується одинаками, змовниками, не роблять їх і самі по собі будь-які технічні нововведення. Якщо суспільна свідомість не готова до нових реалій, раптова даровизна призводить до сумних наслідків. Завжди знаходиться велика кількість збоченців, циніків і покидьків, які найпередовіші технології використовують не за призначенням — в романі, до прикладу, відбулося масове копіювання зброї, наркотиків та частин тіл людини. Все це добряче гіперболізовано автором, який, очевидно, не має ілюзій з приводу самої людської природи. Характерним є епізод з внутрішніми терзаннями винахідника дублікаторів, якого спочатку непокоять муки сумління, проте згодом він переконує себе у тому, що наслідки впровадження новацій ні за яких обставин не могли бути інакшими.

## Жанрова характеристика
Згідно анотації, «Каталіз» є «останнім романом радянської фантастики». Проте фактично, незважаючи на те, що оповідь ведеться від імені групи формально «радянських людей», роману притаманна стилістика 1990-х, елементам радянської дійсності відведена маргінальна, часто гротескно-пародійна роль. Цинізм і нігілізм, відверті сексуальні сцени, а також доволі похмура атмосфера, якою просякнутий твір, не властиві фантастиці 1980-х, і «Каталіз» є, скоріше, першим романом нової російської фантастики, аніж останнім радянським фантастичним витвором.
Російська вікіпедія визначає твір як утопію, хоча аморальний світ «Каталізу» відповідає критеріям класичної антиутопії. Не наближує до утопій даний роман і неочікуваний хеппі-енд, де ключ до загального безсмертя все ж був знайдений. Відношення до утопії красномовно ілюструє назва третьої частини роману — «Комунізм із помийного відерця».

## Оригінальність сюжету
Скаландіс не був першим фантастом, що описував широке впровадження універсальних копіювальних апаратів. Досконалий прототип 3d-принтера, що використовувався для виготовлення зброї, зображено в романі братів Стругацьких «Хлопець із пекла». Подібна технологія постає також в романі-утопії Георгія Гуревича «Ми – з Сонячної системи». Схожих ідей та сюжетних ходів в обох романах чимало, що може вказувати на численні запозичення: універсальний копіювальний апарат ратоматор, гхор (за іменем винахідника) — сибр, «синтезатор Брусилова»; копіювання винахідника апарату та його дівчини; ізоляція молодих вчених (через хворобу — для дослідження нових властивостей); нещасне кохання; безуспішні літературні дерзання винахідника копіювального апарату; поширення практики відтворення молодих копій людей; пошуки вирішення проблеми безсмертя.

## Видання
- Отель на Эвересте (первая часть романа «Катализ») // Молодежь и фантастика. — 1991. — № 1. — С. 21-35.
- Отель на Эвересте (первая часть романа «Катализ») // Молодежь и фантастика. — 1992. — № 2. — С. 20-25.
- Самая мирная бомба (вторая часть романа «Катализ») // Молодежь и фантастика. — 1992. — № 3. — С. 23-40.
- Коммунизм из помойного ведерка (третья часть романа «Катализ») // Молодежь и фантастика. — 1993. — № 5. — С. 3-139.
- Катализ. — М.: АСТ; СПб.: Terra Fantastica, 1996. — ISBN 5-7921-0068-3. — 480 с.

## Джерело
Ант Скаландис. Катализ